# 鎌田正司
鎌田 正司（かまた しょうじ、1935年4月17日 - ）は、東京府東京市（現・東京都）出身の日本のバスケットボール選手である。

## 人物
早大卒業後、日本鋼管に入社。
全日本チームに選ばれ、ローマ五輪に出場。
1966年引退。母校・早大の監督に就任し、1968年インカレ優勝に導く。
1969年退任。

## 日本代表歴
- 1958アジア大会
- 1960アジア選手権
- 1960ローマ五輪
- 1962アジア大会